# شن‌های ایوو جیما
شن‌های ایوو جیما (به انگلیسی: Sands of Iwo Jima) یک فیلم جنگی محصول سال ۱۹۴۹ ایالات متحدهٔ آمریکا به کارگردانی آلن دوان با بازی جان وین است.